# Куп европских шампиона 1971/72.
Куп европских шампиона 1971/72. је било 17. издање Купа шампиона, најјачег европског клупског фудбалског такмичења. Финале је одиграно 31. маја 1972. на стадиону Фајенорда у Ротердаму, где је Ајакс са 2:0 победио милански Интер, и тако освојио свој други трофеј Купа шампиона. 
Холандија је једина имала два представника, поред Ајакса, освајача Купа шампиона из претходне сезоне, још је играо и Фајенорд, првак Холандије у претходној сезони.

## Квалификације
| Тим #1    | рез. | Тим #2           | прва утакмица | друга утакмица |
| --------- | ---- | ---------------- | ------------- | -------------- |
| Валенсија | 4:1  | Унион Луксембург | 3:1           | 1:0            |

## Прво коло
| Тим #1           | рез. | Тим #2                 | прва утакмица | друга утакмица |
| ---------------- | ---- | ---------------------- | ------------- | -------------- |
| Олимпик Марсељ   | 3:2  | Горњик Забже           | 2:1           | 1:1            |
| Ајакс            | 2:0  | Динамо Дрезден         | 2:0           | 0:0            |
| Рејипас Лахти    | 1:9  | Грасхопер              | 1:1           | 0:8            |
| Стремсгодсет     | 1:7  | Арсенал                | 1:3           | 0:4            |
| Динамо Букурешт  | 2:21 | Спартак Трнава         | 0:0           | 2:2            |
| Фајенорд         | 17:0 | Олимпијакос Никозија   | 8:0           | 9:0            |
| Вакер            | 1:7  | Бенфика                | 0:4           | 1:3            |
| ЦСКА Софија      | 4:0  | Партизани Тирана       | 3:0           | 1:0            |
| Валенсија        | 1:12 | Хајдук Сплит           | 0:0           | 1:1            |
| Ујпешт Дожа      | 4:1  | Малме                  | 4:0           | 0:1            |
| Б 1903           | 2:4  | Селтик                 | 2:1           | 0:3            |
| Акранес          | 0:4  | Слијема вондерерси     | 0:4           | 0:0            |
| Интер Милано     | 6:4  | АЕК Атина              | 4:1           | 2:3            |
| Корк Хибернијанс | 1:7  | Борусија Менхенгладбах | 0:5           | 1:2            |
| Галтасарај       | 1:4  | ЦСКА Москва            | 1:1           | 0:3            |
| Стандард Лијеж   | 5:2  | Линфилд                | 2:0           | 3:2            |

1 Динамо Букурешт се пласирао у осмину финала по правилу више голова постигнутих у гостима.
2 Валенсија се пласирала у осмину финала по правилу више голова постигнутих у гостима.

## Осмина финала
| Тим #1          | рез. | Тим #2                 | прва утакмица | друга утакмица |
| --------------- | ---- | ---------------------- | ------------- | -------------- |
| Олимпик Марсељ  | 2:6  | Ајакс                  | 1:2           | 1:4            |
| Грасхопер       | 0:5  | Арсенал                | 0:2           | 0:3            |
| Динамо Букурешт | 0:5  | Фајенорд               | 0:3           | 0:2            |
| Бенфика         | 2:1  | ЦСКА Софија            | 2:1           | 0:0            |
| Валенсија       | 1:3  | Ујпешт Дожа            | 0:1           | 1:2            |
| Селтик          | 7:1  | Слијема вондерерси     | 5:0           | 2:1            |
| Интер Милано    | 4:2  | Борусија Менхенгладбах | 4:2           | 0:0            |
| ЦСКА Москва     | 1:2  | Стандард Лијеж         | 1:0           | 0:2            |

## Четвртфинале
| Тим #1       | рез. | Тим #2         | прва утакмица | друга утакмица |
| ------------ | ---- | -------------- | ------------- | -------------- |
| Ајакс        | 3:1  | Арсенал        | 2:1           | 1:0            |
| Фајенорд     | 2:5  | Бенфика        | 1:0           | 1:5            |
| Ујпешт Дожа  | 2:3  | Селтик         | 1:2           | 1:1            |
| Интер Милано | 2:21 | Стандард Лијеж | 1:0           | 1:2            |

1 Интер се пласирао у полуфинале по правилу више голова постигнутих у гостима.

## Полуфинале
| Тим #1       | рез.           | Тим #2  | прва утакмица | друга утакмица |
| ------------ | -------------- | ------- | ------------- | -------------- |
| Ајакс        | 1:0            | Бенфика | 1:0           | 0:0            |
| Интер Милано | 0:0 (5:4 пен.) | Селтик  | 0:0           | 0:0            |

## Финале
| Ајакс         | 2 – 0 | Интер Милано |
| ------------- | ----- | ------------ |
| Кројф 47, 78’ |       |              |

| Победник Лиге шампиона 1971/72. |
| ------------------------------- |
| ФК Ајакс 2. титула              |

## Најбољи стрелци
| Поз | Играч             | Клуб               | Голова |
| --- | ----------------- | ------------------ | ------ |
| 1   | Антал Дунаи       | Ујпешт Дожа        | 5      |
| 1   | Лу Макари         | Селтик             | 5      |
| 1   | Силвестер Такач   | Стандард Лијеж     | 5      |
| 4   | Рони Кокс         | Слијема вондерерси | 4      |
| 4   | Јохан Кројф       | Ајакс              | 4      |
| 4   | Виљем ван Ханегем | Фајенорд           | 4      |
| 4   | Ринус Исрајел     | Фајенорд           | 4      |
| 4   | Артур Жорже       | Бенфика            | 4      |
| 4   | Реј Кенеди        | Арсенал            | 4      |
| 4   | Курт Милер        | Грасхопер          | 4      |
| 4   | Лекс Шунмакер     | Фајенорд           | 4      |
| 12  | Ференц Бене       | Ујпешт Дожа        | 3      |
| 12  | Роберто Бонинсења | Интер Милано       | 3      |
| 12  | Жаир              | Интер Милано       | 3      |
| 12  | Матијас Маивалд   | Фајенорд           | 3      |
| 12  | Тамањини Нене     | Бенфика            | 3      |
| 12  | Џон Радфорд       | Арсенал            | 3      |
| 12  | Сјак Сварт        | Ајакс              | 3      |